# 矩圆叶旌节花
矩圆叶旌节花（学名：Stachyurus oblongifolius）为旌节花科旌节花属下的一个种。其种加词“oblongifolius”意为“叶长圆形的”。